# Mestolobes orthrias
Mestolobes orthrias là một loài bướm đêm thuộc họ Crambidae. Nó là loài đặc hữu của Kauai.